# Kuusiluoto (ö i Kymmenedalen, Kotka-Fredrikshamn, lat 60,51, long 27,77)
Kuusiluoto är en ö i Finland. Den ligger i Finska viken och i kommunen Vederlax i den ekonomiska regionen  Kotka-Fredrikshamn i landskapet Kymmenedalen, i den södra delen av landet. Ön ligger omkring 45 kilometer öster om Kotka och omkring 160 kilometer öster om Helsingfors.
Öns area är 0,5 hektar och dess största längd är 110 meter i sydöst-nordvästlig riktning.